# بطولة تونس للكرة الطائرة للرجال 1965-1966
بطولة تونس للكرة الطائرة للرجال 1965-1966 هو الموسم رقم 11 من بطولة تونس للكرة الطائرة للرجال.

فاز بهذا الموسم الترجي الرياضي التونسي.

## روابط خارجية
- الموقع الرسمي للجامعة التونسية للكرة الطائرة.